# Dzserma
Dzserma (arabul: جرمة, angolul: Germa, az ókorban: Garama ) település Líbia délnyugati részén Vádi el-Haját tartományban. Lakossága 2006-ban mintegy 5 ezer fő volt.
A településnek nagyobb jelentősége az ókorban volt, amikor a garamantok fővárosa állt itt. Az 1963-ban megkezdett ásatások azt jelzik, hogy már i. e. 5000-ben létezett itt település. A közelben talált koponyák alapján ez az ókori nép már 2000 éve alkalmazta a trepanáció (sebészeti jellegű koponyalékelés) technikáját.
A régióban (Mathendous vádi) 8000 éves sziklarajzokat fedeztek fel (zsiráf, elefánt, krokodil, őstulok ábrázolásával).

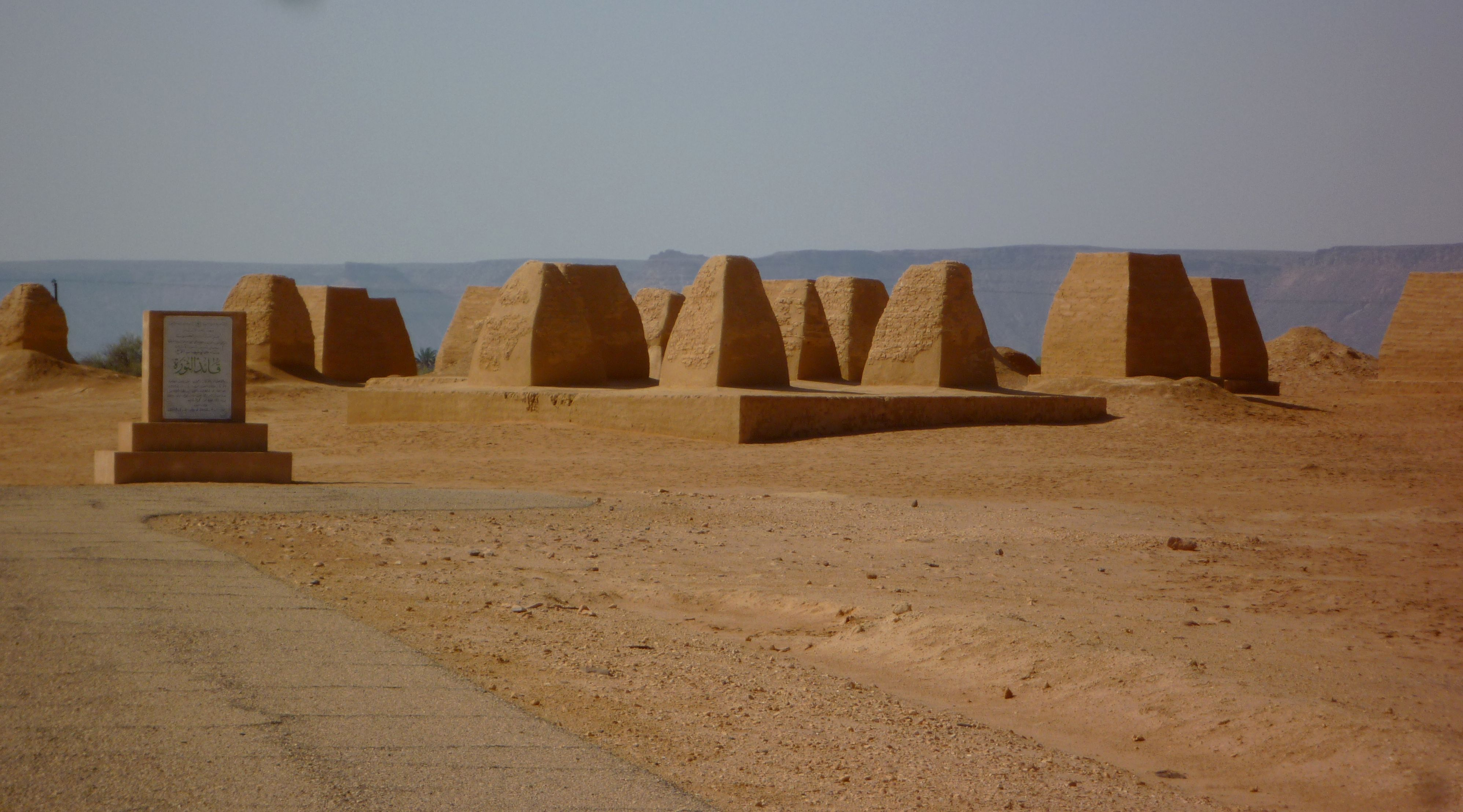
A garamantok sírjai

## Fordítás
- Ez a szócikk részben vagy egészben  a   Germa című angol Wikipédia-szócikk fordításán alapul.  Az eredeti cikk szerkesztőit annak laptörténete sorolja fel. Ez a jelzés csupán a megfogalmazás eredetét és a szerzői jogokat jelzi, nem szolgál a cikkben szereplő információk forrásmegjelöléseként.
- Ez a szócikk részben vagy egészben  a   Garama című német Wikipédia-szócikk fordításán alapul.  Az eredeti cikk szerkesztőit annak laptörténete sorolja fel. Ez a jelzés csupán a megfogalmazás eredetét és a szerzői jogokat jelzi, nem szolgál a cikkben szereplő információk forrásmegjelöléseként.